# Llorenç Galmés
Llorenç Sebastià Galmés Verger (Santañí, Baleares, 28 de septiembre de 1983) es un político español del Partido Popular, actual presidente del Consejo Insular de Mallorca desde 2023.
Previamente ejerció como concejal, teniente de alcalde y alcalde de su municipio natal, diputado del Parlamento de las Islas Baleares y consejero del Consejo de Mallorca.

## Biografía
Llorenç Galmés formó parte de la banda municipal de música de Santañí desde los siete años. Fue concejal en el Ayuntamiento de Santañí. Después de ser cuatro años presidente de la Junta Local de las Nuevas Generaciones del Partido Popular en su municipio y de las Nuevas Generaciones de Mallorca cuatro años más, Galmés se convirtió entre 2008 y 2012 en presidente regional de las Nuevas Generaciones del PP balear. Durante esos años ejerció como concejal y teniente de alcalde de Santañí.
Fue elegido diputado en las elecciones al Parlamento de las Islas Baleares de 2011 en la candidatura encabezada por quien se convertiría en presidente de la región, José Ramón Bauzá. Durante este período parlamentario Galmés formó parte de las comisiones parlamentarias de Economía y Presupuestos, Salud y Control del Ente Público de Radiotelevisión de las Islas Baleares. Además, también fue número dos de la lista municipal del PP de Santañí el mismo año, siendo elegido alcalde de su pueblo el 12 de julio de 2013 tras la renuncia del entonces alcalde, Miquel Vidal. Fue reelegido alcalde de Santañí tras las elecciones municipales de 2015, al tiempo que dejó su escaño como diputado balear. Fue sustituido como primer edil por su compañera de partido, María Pons.
Cuando en 2019 dejó la alcaldía de Santañi, el presidente del PP, Gabriel Company, le nombró presidente del Partido Popular de Mallorca. El mismo año fue candidato a las elecciones al Consejo Insular de Mallorca de 2019 por el PP, obteniendo el 20,51% de los votos emitidos y siete escaños, permaneciendo en la oposición durante la legislatura 2019-2023. En las elecciones al Consejo Insular de Mallorca de 2023 volvió a ser electo consejero insular como cabeza de lista del PP, esta vez obteniendo el 34,13% de los votos y trece escaños, resultando el ganador de los comicios y Presidente del Consejo Insular de Mallorca en coalición con Vox.